# Municipio de Osceola (condado de Brown)
El municipio de Osceola (en inglés, Osceola Township) es un municipio del condado de Brown, Dakota del Sur, Estados Unidos. Tiene una población estimada, a mediados de 2023, de 37 habitantes.
Abarca una zona exclusivamente rural.

## Geografía
Está ubicado en las coordenadas 45°53′14″N 98°31′41″O / 45.88722, -98.52806. Según la Oficina del Censo de los Estados Unidos, tiene una superficie total de 92.44 km², de la cual 92.43 km² corresponden a tierra firme y 0.01 km² son agua.

## Demografía
Según el censo de 2020, en ese momento había 38 personas residiendo en la zona. La densidad de población era de 0.41 hab./km². La totalidad de los habitantes eran blancos. Del total de la población, el 2.63 % era hispano o latino.